# Girgensohnia
Girgensohnia là chi thực vật có hoa trong họ Amaranthaceae.